# 高野優 (翻訳家)
高野 優（たかの ゆう、1954年 - ）は、日本の翻訳家
静岡県生まれ。早稲田大学政治経済学部卒。フランス文学翻訳家。「高野優フランス語翻訳教室」主宰。

## 著書
- 椋田直子共著『直訳克服! バランス翻訳の法則 翻訳上達のキメ手・日本語表現36のレッスン』（バベル・プレス、翻訳家養成シリーズ） 1994

## 主な翻訳
- 『メリーゴーランドの誘惑』（モーリス・ペリッセ、早川書房、ハヤカワ・ポケット・ミステリ シリーズ） 1984
- 『殺戮の冬、パリ』（フレデリック・クリヴィーヌ、ハヤカワ文庫） 1987
- 『ひらめきの瞬間 成功のための発想術』（フローレンス・ビダル、東京書籍） 1988
- 『バルザック刑事と女捜査官』（フランソワ・ラントラード、早川書房） 1989
- 『私の夜はあなたの昼より美しい』（ラファエル・ビエドゥー、早川書房） 1990
- 『ゴヤ スペインの栄光と悲劇』（ジャニーヌ・バティクル、創元社、「知の再発見」双書） 1991
- 『罪深き村の犯罪』（ロジェ・ラブリュス、早川書房） 1991
- 『モーツァルト 神に愛されしもの』（ミシェル・パルティ、創元社、「知の再発見」双書） 1991
- 『わが体内の殺人者』（ルネ・ベレット、ハヤカワ文庫） 1992
- 『悪魔の囁き』（ジャン=ピエール・ガッテーニョ、扶桑社ミステリー） 1993
- 『アフリカ大陸探検史』（アンヌ・ユゴン、創元社、「知の再発見」双書） 1993
- 『フィアット イタリアの奇蹟に挑んだ企業』（マリ=フランス・ポクナ、早川書房） 1993
- 『クレオパトラ 古代エジプト最後の女王』（エディット・フラマリオン、創元社、「知の再発見」双書） 1994
- 『シェイクスピアの世界』（フランソワ・ラロック、創元社、「知の再発見」双書） 1994
- 『メソポタミア文明』（ジャン・ボッテロ, マリ=ジョゼフ・ステーヴ、創元社、「知の再発見」双書） 1994
- 『鏡の中のブラッディ・マリー』（ジャン・ヴォートラン、草思社、ロマンノワール） 1995
- 『パパはビリー・ズ・キックを捕まえられない』（ジャン・ヴォートラン、草思社、ロマンノワール） 1995
- 『プロヴァンス讃歌』（アンドレ・シュアレス、ロベール・パリアンテ編、原書房） 1995
- 『バッハ 神はわが王なり』（ポール・デュ=ブーシェ、創元社、「知の再発見」双書） 1996
- 『都市国家アテネ ペリクレスと繁栄の時代』（ピエール・ブリュレ、青柳正規監修、創元社、「知の再発見」双書） 1997
- 『奇想遍歴』（マルセル・ベアリュ、パロル舎） 1998
- 『夜の体験』（マルセル・ベアリュ、パロル舎） 1998
- 『ピラミッドの暗殺者』全3巻（クリスチャン・ジャック、原書房） 1999
- 『モラル・ハラスメント 人を傷つけずにはいられない』（マリー＝フランス・イルゴイエンヌ、紀伊國屋書店） 1999
- 『自己評価の心理学 なぜあの人は自分に自信があるのか』（クリストフ・アンドレ, フランソワ・ルロール紀伊國屋書店） 2000
- 『漆黒の王子 アフリカの吟遊詩人=グリオ36の物語』（カマ・カマンダ、監訳、石井寿佳ほか訳、バベル・プレス） 2001
- 『難しい性格の人との上手なつきあい方』（フランソワ・ルロール, クリストフ・アンドレ、紀伊國屋書店） 2001
- 『老いてこそ ゆるやかな坂道の途上で』（モーリス・マスキノ、原書房） 2002
- 『グルーム』（ジャン・ヴォートラン、文春文庫） 2002
- 『カルロス・ゴーン経営を語る』（カルロス・ゴーン, フィリップ・リエス、日本経済新聞） 2003、のち文庫
- 『モラル・ハラスメントが人も会社もダメにする』（マリー=フランス・イルゴイエンヌ、紀伊國屋書店） 2003
- 『秘められた部分（アーモンド）』（ネジュマ、中川潤一郎共訳、文藝春秋） 2005
- 『感情力 自分をコントロールできる人できない人』（フランソワ・ルロール, クリストフ・アンドレ、紀伊國屋書店） 2005
- 『グリオの夜』監訳（カマ・シウォール・カマンダ、バベル・プレス） 2005
- 『自己評価メソッド 自分とうまくつきあうための心理学』（クリストフ・アンドレ、紀伊國屋書店） 2008
- 『八十日間世界一周』（ジュール・ヴェルヌ、光文社古典新訳文庫 上下） 2009 - ※電子書籍も刊（以下も）
- 『機械探偵クリク・ロボット』（アンリ・カミ、早川書房） 2010、ハヤカワ文庫 2014
- 『地底旅行』（ジュール・ヴェルヌ、光文社古典新訳文庫） 2013 ※
- 『三銃士の息子』（アンリ・カミ、早川書房） 2014
- 『にんじん』（ジュール・ルナール、新潮文庫） 2014 ※
- 『フランス語で読む八十日間世界一周』（ジュール・ヴェルヌ、西村亜子リライト、IBCパブリッシング、IBC対訳ライブラリー） 2014
- 『怪盗紳士アルセーヌ・ルパン』監訳[2]（モーリス・ルブラン、角川つばさ文庫）※ 2015

池畑奈央子, 伊藤直子, 臼井美子, 大林薫,  田中裕子共訳、しゅー絵
- 『黄色い部屋の秘密』監訳（ガストン・ルルー、竹若理衣訳、ハヤカワ・ミステリ文庫）※ 2015
- 『ルーフォック・オルメスの冒険』（アンリ・カミ、創元推理文庫） 2016
- 『未来のイヴ』（ヴィリエ・ド・リラダン、光文社古典新訳文庫）※ 2018
- 『死者の国』監訳（ジャン＝クリストフ・グランジェ、伊禮規与美訳、早川書房、ハヤカワポケットミステリー） 2019
- 『メグレとマジェスティック・ホテルの地階』（ジョルジュ・シムノン、ハヤカワ・ミステリ文庫）※　2023　新訳版